# Dobrzany
Dobrzany è un comune urbano-rurale polacco del distretto di Stargard Szczeciński, nel voivodato della Pomerania Occidentale.
Ricopre una superficie di 135,12 km² e nel 2005 contava 5 134 abitanti.